# Lucky☆Star
Lucky ☆ Star (らき☆すた Rakki ☆ Suta?) es un manga  estilo 4-Koma escrito e ilustrado por Kagami Yoshimizu desde el 2004. En el año 2007, el estudio Kyoto Animation comenzó el anime cuyo primer episodio fue emitido el 8 de abril de dicho año por Chiba TV

## Argumento
La historia de Lucky ☆ Star retrata principalmente la vida de cuatro chicas que asisten a una escuela secundaria japonesa. El escenario se basa principalmente en la ciudad de Kasukabe en la prefectura de Saitama. El personaje principal es Konata Izumi, una niña perezosa que constantemente evita su trabajo escolar y en su lugar usa la mayor parte de su tiempo para ver anime, jugar videojuegos y leer manga. Aunque es perezosa, también ha demostrado ser muy inteligente y atlética.
La serialización comenzó con las cuatro protagonistas principales en su primer año de secundaria: Konata Izumi, Kagami Hiiragi, Tsukasa Hiiragi y Miyuki Takara. A medida que avanza la historia, pasan a su segundo y tercer año. Sin embargo, el anime empieza la historia  en su segundo año, y las otras chicas de secundaria que se ven en la apertura solo se presentan a la mitad de la serie. La historia generalmente incluye numerosas referencias a series populares de manga, anime y tokusatsu pasadas y presentes.

## Personajes principales
Konata Izumi (泉 こなた Izumi Konata?)
Seiyū: Aya Hirano
Konata, apodada por los demás como "Kona-Chan" o "Izumi-San", se aburre fácilmente cuando algo no le interesa, cuenta con cabellera azul y los ojos verdes. Es alegre, dramática y enérgica. Es inteligente, pero odia estudiar aunque es una experta en hacerlo "la noche anterior al examen". Odia tener baja estatura pero cuando tiene oportunidad se aprovecha de ello. Juega sobre todo a juegos de rol en red. Unas de sus principales aficiones son el Anime y el Manga.
Desde pequeña es huérfana de madre (nunca dicen desde qué edad pero en el anime se ven algunas imágenes de su madre cargándola de bebé). Tiene 2 primas, que son Yui Narumi y Yutaka Kobayakawa, la primera le visita a menudo, y la segunda, se va a vivir con ella en la mitad de la serie. 
Konata es de sangre tipo A. 
En el capítulo 15 del Anime se demuestra que ha olvidado casi del todo a su madre, puesto que le daba igual que su padre se quisiera casar con otra mujer (Ya que la madre de Konata, murió cuando esta era muy pequeña).
Tiene una extraña relación con su profesora, ya que siempre están jugando juntas al mismo MMORPG (Al que, por cierto,  las dos están viciadas) 
Tiene poco "pecho" así que delante de sus amigas suele decir que "tener poco pecho es un valor escaso que la hace única"
En el capítulo 15 del anime, se revela que suele visitar el aula de estudio. Dice que es "genial para echarse una siestecilla" Aunque en la escena siguiente a la que lo dice, se ve que también duerme en su clase. Su fecha de Cumpleaños es 3 de abril.
También, en el capítulo 15 se revela que empezó a desarrollar sentimientos hacia Kagami, pero no entiende muy bien la razón de ello.
Kagami Hiiragi (柊 かがみ Hiiragi Kagami?)
Seiyū: Emiri Katō
Kagami, apodada por Konata como "Kagamin", es la hermana mayor y melliza de Tsukasa y cumplen años en Tanabata, el 7 de julio con cabellera púrpura y las ojas azules. Es muy buena estudiante e incluso fue presidenta de la clase en su primer año. Está en una clase distinta que Konata, Tsukasa y Miyuki, pero frecuentemente va a su clase durante el tiempo del almuerzo para comer con Konata. En el segundo curso escogió la rama de humanidades para estar en la misma clase que Konata pero tuvo mala suerte, siendo la única separada en una aula diferente, aun así, tiene amigas en su clase, que son Misao Kusakabe y Ayano Minegishi; lo mismo ocurrió en su tercer año. Konata, al describir a Kagami (como hace con todas sus amigas), lo hace definiéndola como el prototipo perfecto de "Tsundere" por sus cambios drásticos de humor y no mostrar lo que en verdad siente. No es buena en las tareas del hogar y es mucho más realista que su hermana.
Kagami es un personaje fuerte e inteligente, es de actitud madura, a diferencia de su hermana Tsukasa. Como a Konata, a Kagami le gustan los videojuegos, pero de un género diferente a los que juega Konata. Le encanta leer novelas ligeras, aunque nadie a su alrededor comparte sus gustos.
Tsukasa Hiiragi (柊 つかさ Hiiragi Tsukasa?)
Seiyū: Kaori Fukuhara
Tsukasa es la hermana melliza de Kagami, siendo la más joven de las dos con cabellera púrpura y los ojos azules. Está en la misma clase que Konata y Miyuki. No es buena en los estudios o en los deportes, pero sí lo es cocinando. Es una persona torpe con disposición amistosa, es del tipo de chica adorable ya que destaca por su expresión inocente y tierna. Konata la describe como el prototipo perfecto de "kawaii" o "moe" y es acosada por los fanáticos del anime en los lugares a los que suele ir Konata, ya que tiene un parecido con Akari Kamigishi de la serie To Heart.
Miyuki Takara (高良 みゆき Takara Miyuki?)
Seiyū: Aya Endō

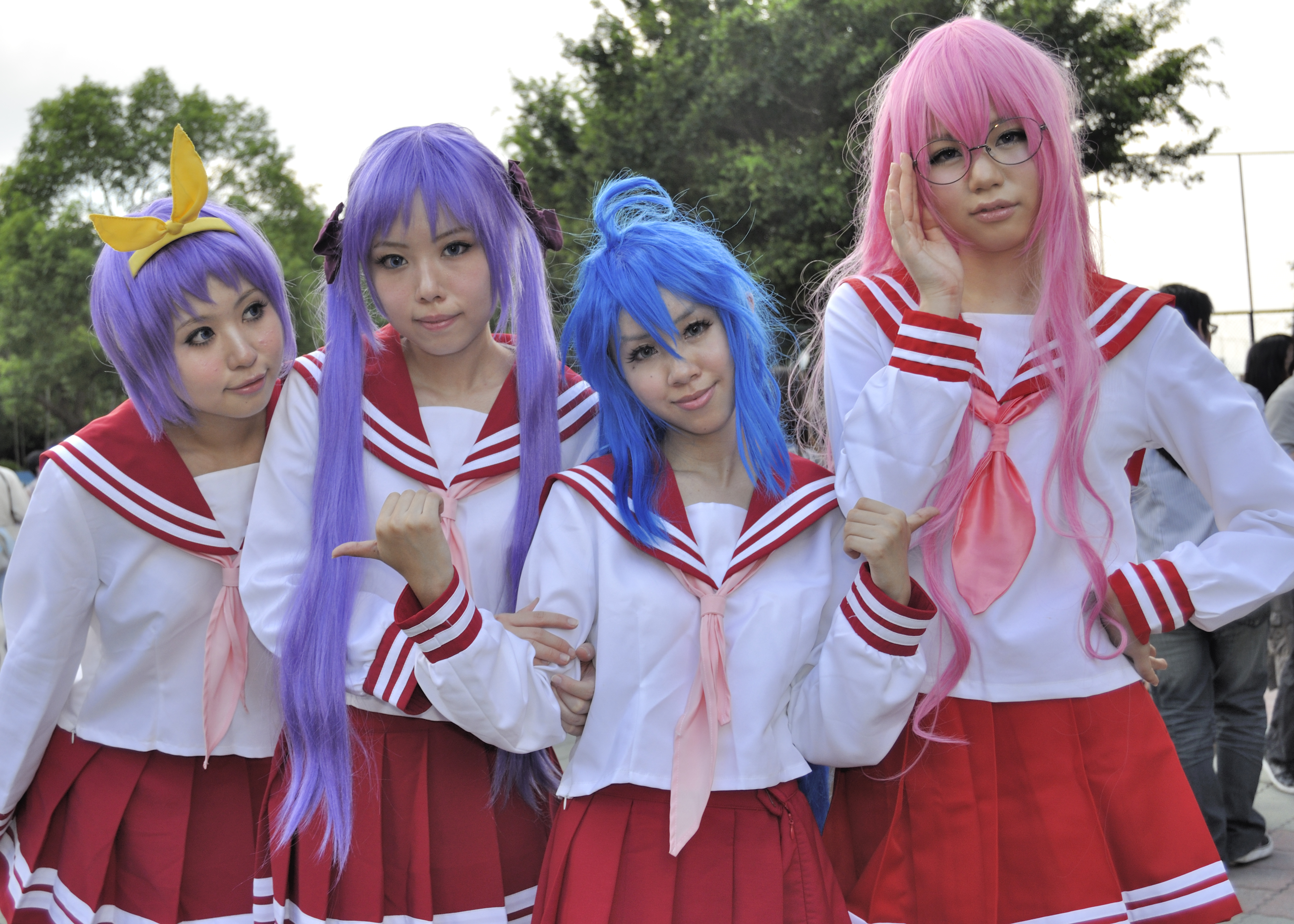
Cosplayers haciendo del Elenco Principal. De Izquierda a Derecha: Tsukasa Hiiragi, Kagami Hiiragi, Konata Izumi, y Miyuki Takara

Miyuki es una joven de familia adinerada con cabellera rosa y las ojas púrpuras. Quizá la chica con mejores notas de la clase y una clara muestra de un personaje "moe". Le gusta leer y dormir (se suele acostar temprano para no tener sueño en clase). Odia ir al dentista, pero frecuentemente tiene que ir a arreglar una corona suelta o debido a una caries. Cuando juega a un videojuego, cosa que no es común, cambia totalmente de personalidad. Representa el estereotipo de la típica chica torpe con gafas, siempre parece tener respuesta para todo ya que adora aprender cosas nuevas.
Un dato curioso de los personajes principales de Lucky Star es que todas son zurdas. Incluidas los personajes secundarios como Hiyori Tamura , Minami Iwasaki, Yutaka Kobayakawa, entre otras.

## Adaptaciones

### Manga
La versión manga de Lucky ☆ Star inició su serialización en la revista japonesa Comptiq en enero del 2004 y actualmente sigue publicándose. Hay actualmente nueve volúmenes Tankōbon del manga, publicados por Kadokawa Shoten. El primer volumen salió el 8 de enero del 2005, El volumen dos el 10 de agosto del 2005, El volumen tres el 10 de julio del 2006, y el volumen cuatro el 10 de abril del 2007.
Aparte de Comptiq, el manga ha aparecido en otras publicaciones de Kadokawa las cuales incluyen Shōnen Ace, Newtype, CompAce, Dragon Magazine, Mobile Newtype y Kadokawa Hotline .

### Videojuegos

#### DS
El videojuego desarrollado por Kadokawa Shoten, titulado Lucky ☆ Star Moe Drill (らき☆すた 萌えドリル Raki ☆ Suta Moe Doriru?), salió el 1 de diciembre de 2005 para Nintendo DS. También salió a la par de la edición original, una edición limitada del mismo juego con muchos extras la cual fue conocida como el "DX Pack" . Una secuela titulada , Shin Lucky ☆ Star Moe Drill ~Tabidachi~ (真・らき☆すた 萌えドリル~旅立ち~ Shin Raki ☆ Suta Moe Doriru ~Tabidachi~?) salió el 24 de mayo del 2007.
El género del primer videojuego es "Homework Drills", prueba al jugador en varias pruebas y memorizaciones. El principal objetivo es vencer a los demás personas en diversas pruebas y acertijos. El juego también incluye un "Drama ☆ Mode" en el que el jugador se inmiscuye en un mini-modo de aventuras en donde hay que hacerse camino hacia Akihabara.

#### PlayStation 2
Kadokawa Shoten realizó una novela visual de Lucky ☆ Star para PlayStation 2, bajo el nombre de Lucky ☆ Star: Ryōō Gakuen Ōtōsai (らき☆すた ～陵桜学園 桜藤祭～?). Salió a la venta el 24 de enero de 2008, solo en Japón.

### Anime
El anime Lucky ☆ Star fue producido por Kyoto Animation y se emitió entre el 8 de abril de 2007 y el 16 de septiembre de 2007, con 25 episodios.
El director de animación cambió tras el episodio 4 de Yutaka Yamamoto a Yasuhiro Takemoto. La razón dada por la compañía fue: "Nuestra compañía ha determinado que el director de Lucky Star — Yutaka Yamamoto — no ha alcanzado el estándar de un director todavía, por lo tanto hemos cambiado de director".
| #  | Título del capítulo                                                                          | Estreno                  |
| -- | -------------------------------------------------------------------------------------------- | ------------------------ |
| 01 | «La chica veloz pero un poco lenta.» «Tsuppashiru Onna» (つっぱしる女)                       | 8 de abril de 2007       |
| 02 | «Esfuerzo y resultados» «Doryoku to Kekka» (努力と結果)                                      | 15 de abril de 2007      |
| 03 | «Muchas personas» «Iroiro na Hitotachi» (いろいろな人たち)                                   | 22 de abril de 2007      |
| 04 | «Cuestión de motivación» «Yaruki no Mondai» (やる気の問題)                                   | 29 de abril de 2007      |
| 05 | «Famosa tiradora» «Meishashu» (名射手)                                                       | 6 de mayo de 2007        |
| 06 | «Clásico de verano» «Natsu no Teiban» (夏の定番)                                             | 14 de mayo de 2007       |
| 07 | «Imagen» «Imēji» (イメージ)                                                                  | 21 de mayo de 2007       |
| 08 | «Yo tampoco soy tan fuerte» «Watashi ja Nakute mo Ousei» (私じゃなくても旺盛)                | 28 de mayo de 2007       |
| 09 | «Esa sensación» «Sonna Kankaku» (そんな感覚)                                                 | 4 de junio de 2007       |
| 10 | «Deseo y pasión o cultura general» «Ganbou» (願望)                                           | 11 de junio de 2007      |
| 11 | «Cómo gastar dinero en Nochebuena» «Iron na Seiya no Sugoshigatita» (いろんな聖夜の過ごし方) | 17 de junio de 2007      |
| 12 | «Vamos al festival» «O-matsuri e Ikō» (お祭りへ行こう)                                       | 24 de junio de 2007      |
| 13 | «Un día delicioso» «Oishii Hi» (おいしい日)                                                  | 1 de julio de 2007       |
| 14 | «Bajo la sombra del mismo árbol» «Hitotsu Yane no Shita» (ひとつ屋根の下)                    | 8 de julio de 2007       |
| 15 | «No se puede cambiar de repente» «Ikinari wa Kawarenai» (いきなりは変われない)               | 15 de julio de 2007      |
| 16 | «Tono» «Ringu» (調子)                                                                        | 22 de julio de 2007      |
| 17 | «En la Base del Sol» «O-tento-sama no Moto» (お天道様のもと)                                 | 29 de julio de 2007      |
| 18 | «Varios colores» «Jūnintoiro» (十人十色)                                                     | 05de agosto de 2007      |
| 19 | «La naturaleza está en 2-D» «Niji ni Honshitsu Ari» (二次に本質あり)                         | 12 de agosto de 2007     |
| 20 | «Maneras de pasar el verano» «Natsu no Sugoshigata» (夏の過ごし方)                           | 19 de agosto de 2007     |
| 21 | «La caja de Pandora» «Pandora no Haker» (パンドラの箱)                                       | 26 de agosto de 2007     |
| 22 | «Con Kanata entre nosotros» «Koko ni Aru Kanata» (ここにある彼方)                            | 2 de septiembre de 2007  |
| 23 | «Una delgada línea» «Bimyou na Rain» (微妙なライン)                                          | 9 de septiembre de 2007  |
| 24 | «Por anunciar» «Mitei» (未定)                                                                | 16 de septiembre de 2007 |

#### Lucky Channel
Al final de cada episodio hay un segmento adicional llamado Lucky Channel, presentado por Akira Kogami (Seiyū: Hiromi Konno) y su ayudante Minoru Shiraishi. Este segmento mayoritariamente cubre tanto información sobre los personajes en el anime como la relación peculiar en el trabajo entre Akira y Minoru. En los episodios 20 y 21 aparece como ayudante de Akira Daisuke Ono pero no vuelve a aparecer en la serie. En el último episodio, de manera especial, se entremezcla esta sección con la trama del mismo.

#### Banda sonora
Opening"Motteke! Sailor Fuku" (もってけ！セーラーふく?) por Aya Hirano, Emiri Katō, Kaori Fukuhara y Aya Endō.
Ending
| Los capítulos del 1 al 12 se cierran con las protagonistas en un karaoke donde los personajes (principalmente Konata) suele cantar canciones diversas pasando por canciones de anime, de la década de los setenta a canciones de doramas. | Los capítulos del 1 al 12 se cierran con las protagonistas en un karaoke donde los personajes (principalmente Konata) suele cantar canciones diversas pasando por canciones de anime, de la década de los setenta a canciones de doramas. | Los capítulos del 1 al 12 se cierran con las protagonistas en un karaoke donde los personajes (principalmente Konata) suele cantar canciones diversas pasando por canciones de anime, de la década de los setenta a canciones de doramas. | Los capítulos del 1 al 12 se cierran con las protagonistas en un karaoke donde los personajes (principalmente Konata) suele cantar canciones diversas pasando por canciones de anime, de la década de los setenta a canciones de doramas. |
| --- | --- | --- | --- |
| \| Episodio \| Título Original \| Fuente Original \| Interpretado por \| \| -------- \| ----------------------------------------------------------------------------------- \| ------------------------------------------------------- \| ---------------------------------------------------- \| \| 01 \| "Uchū Tetsujin Kyodain" (宇宙鉄人キョーダイン Space Ironmen Brothers?) \| Opening de Space Ironmen Kyodain \| Konata (Aya Hirano) \| \| 02 \| "Shōri da! Akumaizer 3" (勝利だ！アクマイザー3 It's a Victory! Akumaizer 3?) \| Opening de Akumaizer 3 \| Konata (Aya Hirano) \| \| 03 \| "Sore ga, Ai deshō" (それが、愛でしょう That's Love, Right??) \| Opening de Full Metal Panic? Fumoffu! \| Konata (Aya Hirano) \| \| 04 \| "Sailor Fuku to Kikanjuu" (セーラー服と機関銃 Sailor Suit and Machine Gun?) \| Opening de Sailor Suit and Machine Gun \| Kagami (Emiri Katō) \| \| 05 \| "Cha-La Head-Cha-La" (チャラ・ヘッチャラ Chara Hecchara?) \| Primer opening de Dragon Ball Z \| Konata (Aya Hirano) \| \| 06 \| "Valentine Day Kiss" (バレンタイデイキッス Barentai Dei Kissu?) \| Sencillo con la que debutó Kokusho Sayuri (1986) \| Tsukasa (Kaori Fukuhara) & Konata (Aya Hirano) \| \| 07 \| "Earthly Stars" (地上の星 Chijō no Hoshi?) \| Opening de la serie "Project X: Challengers" \| Miyuki (Aya Endō) \| \| 08 \| "Monkey Magic" (モンキーマジック Monkī Majikku?) \| Opening del show televisivo Monkey \| Konata (Aya Hirano) \| \| 09 \| "Kogarashi Ni Dakarete" (木枯らしに抱かれて Kogarashi Ni Dakarete?) \| Por Kyoko Koizumi \| Konata (Aya Hirano) \| \| 10 \| "I'm Proud" (アイム・プラウド Aimu Puraudo?) \| Sencillo de Tomomi Kahala \| Kagami (Emiri Katō) \| \| 11 \| "Doraemon no Uta" (ドラえもんのうた The song of Doraemon?) \| Opening de Doraemon \| Tsukasa (Kaori Fukuhara) & Miyuki (Aya Endō) \| \| 12 \| "Ike! Goddoman" (行け！ゴッドマン Go! Godman?) "Makenaide" (負けないで Don't Lose?) \| Opening de Yuke! Godman El sencillo más vendido de Zard \| Konata (Aya Hirano) Todas las personajes principales \| | | | |
| Episodio | Título Original | Fuente Original | Interpretado por |
| 01 | "Uchū Tetsujin Kyodain" (宇宙鉄人キョーダイン Space Ironmen Brothers?) | Opening de Space Ironmen Kyodain | Konata (Aya Hirano) |
| 02 | "Shōri da! Akumaizer 3" (勝利だ！アクマイザー3 It's a Victory! Akumaizer 3?) | Opening de Akumaizer 3 | Konata (Aya Hirano) |
| 03 | "Sore ga, Ai deshō" (それが、愛でしょう That's Love, Right??) | Opening de Full Metal Panic? Fumoffu! | Konata (Aya Hirano) |
| 04 | "Sailor Fuku to Kikanjuu" (セーラー服と機関銃 Sailor Suit and Machine Gun?) | Opening de Sailor Suit and Machine Gun | Kagami (Emiri Katō) |
| 05 | "Cha-La Head-Cha-La" (チャラ・ヘッチャラ Chara Hecchara?) | Primer opening de Dragon Ball Z | Konata (Aya Hirano) |
| 06 | "Valentine Day Kiss" (バレンタイデイキッス Barentai Dei Kissu?) | Sencillo con la que debutó Kokusho Sayuri (1986) | Tsukasa (Kaori Fukuhara) & Konata (Aya Hirano) |
| 07 | "Earthly Stars" (地上の星 Chijō no Hoshi?) | Opening de la serie "Project X: Challengers" | Miyuki (Aya Endō) |
| 08 | "Monkey Magic" (モンキーマジック Monkī Majikku?) | Opening del show televisivo Monkey | Konata (Aya Hirano) |
| 09 | "Kogarashi Ni Dakarete" (木枯らしに抱かれて Kogarashi Ni Dakarete?) | Por Kyoko Koizumi | Konata (Aya Hirano) |
| 10 | "I'm Proud" (アイム・プラウド Aimu Puraudo?) | Sencillo de Tomomi Kahala | Kagami (Emiri Katō) |
| 11 | "Doraemon no Uta" (ドラえもんのうた The song of Doraemon?) | Opening de Doraemon | Tsukasa (Kaori Fukuhara) & Miyuki (Aya Endō) |
| 12 | "Ike! Goddoman" (行け！ゴッドマン Go! Godman?) "Makenaide" (負けないで Don't Lose?) | Opening de Yuke! Godman El sencillo más vendido de Zard | Konata (Aya Hirano) Todas las personajes principales |

| A partir del 13, cada capítulo se cierra con Seiyūs cantando. | A partir del 13, cada capítulo se cierra con Seiyūs cantando.                                                                             | A partir del 13, cada capítulo se cierra con Seiyūs cantando. | A partir del 13, cada capítulo se cierra con Seiyūs cantando. |
| --- | --- | --- | ------------------------------------------------------------- |
| \| Episodio \| Título Original \| Fuente Original \| Interpretado por \| \| -------- \| ----------------------------------------------------------------------------------------------------------------------------------------- \| ---------------------------------------------------------------------------------------------------------------------------------------------------------------------------------------- \| --------------------------- \| \| 13 \| "Mi cosa olvidada" (俺の忘れ物 Ore no Wasuremono?) \| Canción original, basado en un jingle improvisado del personaje Taniguchi de Suzumiya Haruhi no Yūutsu, cuyo seiyuu es Minoru Shiraishi \| Minoru Shiraishi \| \| 14 \| Soleada, soleada diversión (ハレ晴レユカイ Hare Hare Yukai?) \| Ending de La melancolía de Haruhi Suzumiya (涼宮ハルヒの憂鬱 'Suzumiya Haruhi no Yuuutsu'?) \| Minoru Shiraishi \| \| 15 \| "La leyenda de amor de Minoru" (恋のミノル伝説 Koi no Minoru Densetsu?) \| Parodia del primer opening de La melancolía de Haruhi Suzumiya (涼宮ハルヒの憂鬱 'Suzumiya Haruhi no Yuuutsu'?): "La leyenda de amor de Mikuru" (恋のミクル伝説 Koi no Mikuru Densetsu?) \| Minoru Shiraishi \| \| 16 \| "El Cabo de los Treinta años" (三十路岬 Misoji Misaki?) \| Canción original \| Hiromi Konno (Akira Kogami) \| \| 17 \| "Motteke! Sailor Fuku" (versión Vago Soleado) (もってけ！セーラーふく (曖昧サンシャインver.) Motteke! Sērāfuku (Aimai Sanshain version)?) \| Parodia del opening de Lucky ☆ Star' \| Minoru Shiraishi \| \| 18 \| "El tema de Kaorin" (かおりんのテーマ Kaorin no Tēma?) \| Canción original \| Minoru Shiraishi \| \| 19 \| "Camino de hombre" (男の生き様 Otoko no Ikizama?) \| Canción original \| Minoru Shiraishi \| \| 20 \| "Rumba del yerno" (お婿ルンバ Omuko Runba?) \| Parodia de "Samba de la nuera" (お嫁サンバ Oyome Sanba?) de Hiromi Gō \| Minoru Shiraishi \| \| 21 \| "Canción de Shikaidā" (シカイダーの唄 Shikaidā no Uta?) \| Canción original \| Minoru Shiraishi \| \| 22 \| "Mi querida Santa Monica" (我が愛しのサンタモニカ Waga Itoshi no Santa Monika?) \| Canción original \| Minoru Shiraishi \| \| 22 \| Rota entre las canciones de ending de los episodios 13, 14, 15, 17, 19, y 21. \| \| Minoru Shiraishi \| \| 23 \| "¡Transfórmate Mikuru! ¡Y entonces lucha!" (ミクル変身!そして戦闘! Mikuru Henshin! Soshite Sentō!?) \| Música de fondo de La melancolía de Haruhi Suzumiya (涼宮ハルヒの憂鬱 'Suzumiya Haruhi no Yuuutsu'?), ambientando una dramatización de Star Wars entre Minoru Shiraishi y Hiromi Konno. \| Minoru Shiraishi \| \| 24 \| "El amor es un Boomerang" (愛はブーメラン Ai wa Būmeran?) \| Ending de Urusei Yatsura 2: Beautiful Dreamer \| Minoru Shiraishi \| \| OVA \| "Recupera el amor" (愛をとりもどせ "Ai o Torimodose!!"?) \| Opening de El Puño de la Estrella del Norte \| Uchoten \| | | |                                                               |
| Episodio | Título Original | Fuente Original | Interpretado por                                              |
| 13 | "Mi cosa olvidada" (俺の忘れ物 Ore no Wasuremono?)                                                                                        | Canción original, basado en un jingle improvisado del personaje Taniguchi de Suzumiya Haruhi no Yūutsu, cuyo seiyuu es Minoru Shiraishi                                                  | Minoru Shiraishi                                              |
| 14 | Soleada, soleada diversión (ハレ晴レユカイ Hare Hare Yukai?)                                                                              | Ending de La melancolía de Haruhi Suzumiya (涼宮ハルヒの憂鬱 'Suzumiya Haruhi no Yuuutsu'?)                                                                                              | Minoru Shiraishi                                              |
| 15 | "La leyenda de amor de Minoru" (恋のミノル伝説 Koi no Minoru Densetsu?)                                                                   | Parodia del primer opening de La melancolía de Haruhi Suzumiya (涼宮ハルヒの憂鬱 'Suzumiya Haruhi no Yuuutsu'?): "La leyenda de amor de Mikuru" (恋のミクル伝説 Koi no Mikuru Densetsu?) | Minoru Shiraishi                                              |
| 16 | "El Cabo de los Treinta años" (三十路岬 Misoji Misaki?)                                                                                   | Canción original | Hiromi Konno (Akira Kogami)                                   |
| 17 | "Motteke! Sailor Fuku" (versión Vago Soleado) (もってけ！セーラーふく (曖昧サンシャインver.) Motteke! Sērāfuku (Aimai Sanshain version)?) | Parodia del opening de Lucky ☆ Star' | Minoru Shiraishi                                              |
| 18 | "El tema de Kaorin" (かおりんのテーマ Kaorin no Tēma?)                                                                                    | Canción original | Minoru Shiraishi                                              |
| 19 | "Camino de hombre" (男の生き様 Otoko no Ikizama?)                                                                                         | Canción original | Minoru Shiraishi                                              |
| 20 | "Rumba del yerno" (お婿ルンバ Omuko Runba?)                                                                                               | Parodia de "Samba de la nuera" (お嫁サンバ Oyome Sanba?) de Hiromi Gō | Minoru Shiraishi                                              |
| 21 | "Canción de Shikaidā" (シカイダーの唄 Shikaidā no Uta?)                                                                                   | Canción original | Minoru Shiraishi                                              |
| 22 | "Mi querida Santa Monica" (我が愛しのサンタモニカ Waga Itoshi no Santa Monika?)                                                           | Canción original | Minoru Shiraishi                                              |
| 22 | Rota entre las canciones de ending de los episodios 13, 14, 15, 17, 19, y 21.                                                             | | Minoru Shiraishi                                              |
| 23 | "¡Transfórmate Mikuru! ¡Y entonces lucha!" (ミクル変身!そして戦闘! Mikuru Henshin! Soshite Sentō!?)                                       | Música de fondo de La melancolía de Haruhi Suzumiya (涼宮ハルヒの憂鬱 'Suzumiya Haruhi no Yuuutsu'?), ambientando una dramatización de Star Wars entre Minoru Shiraishi y Hiromi Konno.  | Minoru Shiraishi                                              |
| 24 | "El amor es un Boomerang" (愛はブーメラン Ai wa Būmeran?)                                                                                 | Ending de Urusei Yatsura 2: Beautiful Dreamer | Minoru Shiraishi                                              |
| OVA | "Recupera el amor" (愛をとりもどせ "Ai o Torimodose!!"?)                                                                                  | Opening de El Puño de la Estrella del Norte | Uchoten                                                       |

### Novela ligera
Se han producido tres novelas ligeras basadas en la serie publicada por Kadokawa Shoten bajo la etiqueta Kadokawa Sneaker Bunko. Las novelas están escritas por Tōka Takei y contiene ilustraciones del autor original de Lucky☆Star, Kagami Yoshimizu. La primera novela es Lucky☆Star: Lucky☆Star Murder Case (らき☆すた らき☆すた殺人事件 Raki☆Suta Raki☆Suta Satsujin Jiken?), que salió el 1 de septiembre de 2007. La segunda, Lucky☆Star: Lucky☆Star Online (らき☆すた らき☆すたオンライン?), salió el 1 de marzo de 2008. Y la última, Lucky☆Star Super Dōwa Taisen (らき☆すた スーパー童話大戦?), salió el 1 de octubre de 2008

### OVA
El 26 de septiembre del 2008 se estrenó una OVA de Lucky ☆ Star. Esta OVA se centra en siete historias, en las cuales podemos ver a las protagonistas de la serie, involucradas en nuevas locuras y problemas. Lo particular de estas historias es que cada una es contada o vista desde el punto de vista de una de las protagonistas:
| "Sinopsis de las historias que contiene la OVA." | "Sinopsis de las historias que contiene la OVA." | "Sinopsis de las historias que contiene la OVA." | "Sinopsis de las historias que contiene la OVA." |
| --- | --- | ------------------------------------------------ | ------------------------------------------------ |
| \| Historia \| Descripción \| \| \| -------- \| ------------------------------------------------------------------------------------------------------------------------------------------------------------------------------------------------------------------------------------------------------------------------------------------------------------------------------------------------------------------------------------------------------------------------------------------------------------------------------------------------------------------------------------------------------------------------------------------------------------------------------------------------------------------------ \| \| \| 01 \| Esta primera historia gira en torno a "Cherry", la perrita de Minami, quien es muy floja y dormilona en la visita de las chicas. Todas las chicas tratan de interactuar con Cherry, quien constantemente está dormida. \| \| \| 02 \| Está historia se desarrolla dentro de un nuevo MMORPG que Konata, Tsukasa, Kagami Y Nanako-Sensei están probando. \| \| \| 03 \| Esta historia está situada en una noche muy normal en la casa de Kagami, esta se queda sola en su casa ya que su familia fue a una fiesta. De la nada, aparece Konata, quien al parecer posee poderes de "Bruja Extraterrestre" (Referencia a Yuki Nagato, de Suzumiya Haruhi no Yūutsu). A raíz de esto la historia conlleva un aire a "La Cenicienta". También hace cosplay transformando a Kagami en Hatsune Miku. Al final, Konata Pierde sus poderes, la única forma de romper el hechizo es que Kagami dijera, "Quiero Hacerlo con Konata" Justo después que dijera eso, Tsukasa la oye y asustada va y trata de mandar el mensaje de lo que dijo Kagami a Konata. \| \| \| 04 \| Esta historia se desarrolla en la cancha de Voleibol, donde se dará lugar un partido entre dos equipos en los cuales estarán divididas las protagonistas. Esta historia gira en torno a Tsukasa, quien trata de poder "vencer" a Kagami en el partido de Voleibol. \| \| \| 05 \| La siguiente historia es narrada o vista desde la perspectiva de Miyuki. Las protagonistas se pierden en una excursión en el bosque, y mediante las locuras de Konata trataran de pensar en positivo y pasar un buen rato. \| \| \| 06 \| Esta es una de las historias más excéntricas, y de alguna forma sin sentido. Konata trata de convencer a las chicas de que vayan a una nueva "Tienda de Mascotas Minoru~Pa~". Ya dentro de ella, sale Minoru Shiraishi haciendo una parodia de Code geass, cuando se presenta como Zero y después todo se torna misterioso muy semejante al anime "Pet Shop of Horrors". \| \| \| 07 \| Esta historia se desarrolla en el MMORPG de la historia 02, en donde Anime Tenchou, imagen de una cadena de tiendas de anime, intenta que Konata le compre un producto. Konata tenía el juego en pausa, por lo que la transacción no se lleva a cabo. \| \| \| 08 \| En el ending de la historia, aparecen los seiyuus Minoru Shiraishi y Hiromi Konno, seiyuu de Akira Kogami interpretando en imagen real el segmento Lucky Channel. En cierto momento suena como tema de fondo una versión del opening de El Puño de la Estrella del Norte "Ai o Torimodose!!", versionada por Uchoten. \| \| | |                                                  |                                                  |
| Historia | Descripción |                                                  |                                                  |
| 01 | Esta primera historia gira en torno a "Cherry", la perrita de Minami, quien es muy floja y dormilona en la visita de las chicas. Todas las chicas tratan de interactuar con Cherry, quien constantemente está dormida. |                                                  |                                                  |
| 02 | Está historia se desarrolla dentro de un nuevo MMORPG que Konata, Tsukasa, Kagami Y Nanako-Sensei están probando. |                                                  |                                                  |
| 03 | Esta historia está situada en una noche muy normal en la casa de Kagami, esta se queda sola en su casa ya que su familia fue a una fiesta. De la nada, aparece Konata, quien al parecer posee poderes de "Bruja Extraterrestre" (Referencia a Yuki Nagato, de Suzumiya Haruhi no Yūutsu). A raíz de esto la historia conlleva un aire a "La Cenicienta". También hace cosplay transformando a Kagami en Hatsune Miku. Al final, Konata Pierde sus poderes, la única forma de romper el hechizo es que Kagami dijera, "Quiero Hacerlo con Konata" Justo después que dijera eso, Tsukasa la oye y asustada va y trata de mandar el mensaje de lo que dijo Kagami a Konata. |                                                  |                                                  |
| 04 | Esta historia se desarrolla en la cancha de Voleibol, donde se dará lugar un partido entre dos equipos en los cuales estarán divididas las protagonistas. Esta historia gira en torno a Tsukasa, quien trata de poder "vencer" a Kagami en el partido de Voleibol. |                                                  |                                                  |
| 05 | La siguiente historia es narrada o vista desde la perspectiva de Miyuki. Las protagonistas se pierden en una excursión en el bosque, y mediante las locuras de Konata trataran de pensar en positivo y pasar un buen rato. |                                                  |                                                  |
| 06 | Esta es una de las historias más excéntricas, y de alguna forma sin sentido. Konata trata de convencer a las chicas de que vayan a una nueva "Tienda de Mascotas Minoru~Pa~". Ya dentro de ella, sale Minoru Shiraishi haciendo una parodia de Code geass, cuando se presenta como Zero y después todo se torna misterioso muy semejante al anime "Pet Shop of Horrors". |                                                  |                                                  |
| 07 | Esta historia se desarrolla en el MMORPG de la historia 02, en donde Anime Tenchou, imagen de una cadena de tiendas de anime, intenta que Konata le compre un producto. Konata tenía el juego en pausa, por lo que la transacción no se lleva a cabo. |                                                  |                                                  |
| 08 | En el ending de la historia, aparecen los seiyuus Minoru Shiraishi y Hiromi Konno, seiyuu de Akira Kogami interpretando en imagen real el segmento Lucky Channel. En cierto momento suena como tema de fondo una versión del opening de El Puño de la Estrella del Norte "Ai o Torimodose!!", versionada por Uchoten. |                                                  |                                                  |

## Recepción
Antes de que Lucky Star se convirtiera en un anime, Kagami Yoshimizu, el autor del manga original, fue entrevistado por Newtype USA en la edición de junio de 2005 donde dijo: "Realmente no creo que mi proceso de producción sea algo especial". Sin embargo, al mismo tiempo opinó "... mi personalidad es muy adecuada para hacer historietas de cuatro paneles, y realmente disfruto creando esta". Como para predecir el futuro, Yoshimizu también fue citado diciendo: "... pero un día, no me importaría ver a estos personajes moverse en la pantalla".  En la misma entrevista, Newtype USA informó que el primer volumen del manga se agotó tan rápido que Kadokawa Shoten tuvo que hacer una reimpresión apresurada.  A partir de abril de 2008, los primeros cinco volúmenes del manga Lucky Star vendieron más de 1.8 millones de copias.

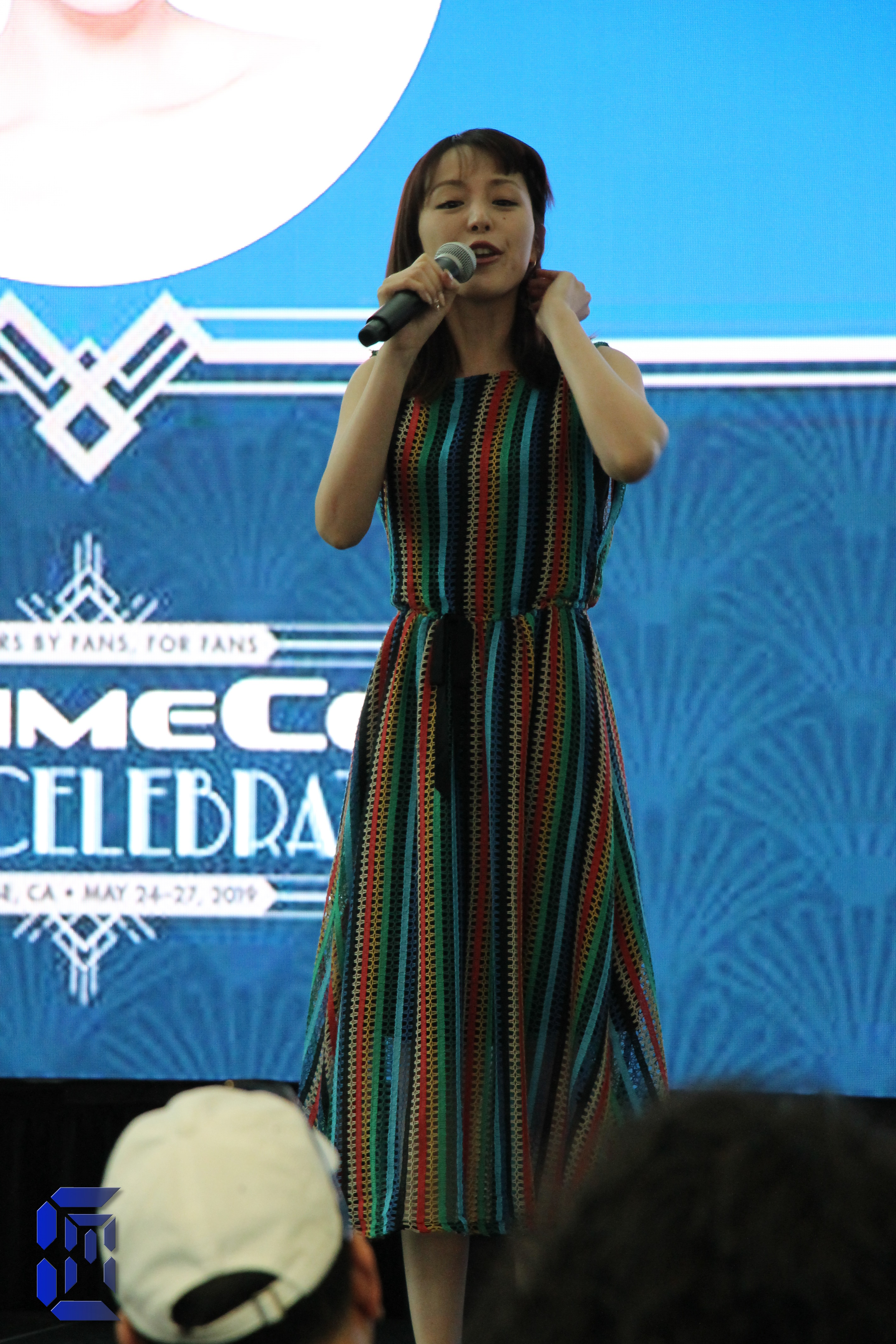
Aya Hirano, Seiyuu de Konata Izumi También interpretó la voz de Haruhi Suzumiya en la serie homónima

Lucky Star se convirtió en un éxito inmediato en Japón, recibiendo un amplio seguimiento en el fandom de anime. Al explicar este fenómeno, el analista John Oppliger de AnimeNation, por ejemplo, sugirió que un factor importante en el éxito de la serie es su similitud con un trabajo anterior de Kyoto Animation: Suzumiya Haruhi no Yuutsu (el programa en sí mismo hace numerosas referencias a la serie). Sin embargo, también admitió que Lucky Star es bastante diferente de su "predecesor" y que el segundo factor principal es su composición "única" que "satisface los gustos de otaku, pero lo hace con buen humor y astucia", por lo tanto, lo convierte en "lo último en servicio de fans", y un "placer ingenioso, autocomplaciente y culpable".
La versión Special First Edition del primer volumen de DVD fue lanzada el 22 de junio de 2007 y contenía los dos primeros episodios del anime. El primer DVD se vendió rápidamente en Japón, y se informó que "Amazon Japan ya ha vendido todo su suministro del DVD". Además, "la mayoría de las tiendas [en Akihabara] con exhibiciones especiales para Lucky Star se han agotado ". Anime News Network ha notado que el anime está" extremadamente centrado en el otaku ".

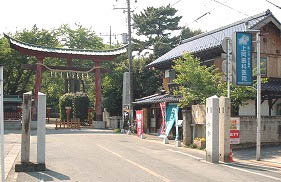
Santuario Washinomiya

La popularidad de Lucky Star también trajo a muchos de sus fanáticos a los escenarios de la vida real del anime, a partir de abril de 2007. El número de agosto de la revista Newtype publicó una función en los diversos lugares en los que se basa el anime, incluyendo la casa de Konata en Satte, Saitama, Kagami y la casa de Tsukasa en Washimiya, Saitama, y la escuela en Kasukabe, Saitama. La revista también incluyó instrucciones sobre cómo llegar a estos lugares desde el punto de acceso en Akihabara, lo que resultó en "peregrinaciones" masivas a estas áreas.
La consecuencia más ampliamente reportada de esto es en el Santuario Washinomiya de Washimiya, donde las hermanas Hiiragi trabajan como miko en el anime. Varios medios de comunicación japoneses informaron que el santuario se convirtió en un lugar repleto de fotógrafos que intentaban replicar escenas del anime, cosplayers deambulando, y placas de oración de Ema llenas de dibujos de anime y oraciones extrañas como "Konata es mi esposa". Los Ema fueron mencionados en el episodio 21 del anime.
Los lugareños inicialmente se dividieron sobre la situación: Algunos sugirieron que es bueno para el santuario tener tantos fieles, y algunos se preocuparon por la seguridad de la ciudad. A pesar de la reacción negativa de una parte de los lugareños, el Santuario Washinomiya organizó un evento Lucky Star en diciembre de 2007, con invitados especiales que incluyeron al autor Kagami Yoshimizu y los actores de voz Hiromi Konno, Emiri Katō, Kaori Fukuhara y Minoru Shiraishi. El evento atrajo a 3500 fanáticos. Posteriormente, la familia Hiiragi se "registraron" como residentes oficiales de Washimiya debido a la gran popularidad del anime. Otros personajes ficticios que comparten este honor en Saitama son Astro Boy en Niiza y la familia de Shin-chan en Kasukabe . Al 30 de julio de 2008, las ventas de alimentos y bienes de Lucky Star le dieron a la ciudad de Washimiya 42,000,000 de yenes (unos 390,000 dólares) en ingresos, descritos por The Wall Street Journal como una fuente de alivio para la economía local que se tambaleaba por la recesión económica de Japón en la década de los 90.

## Referencias a otras series

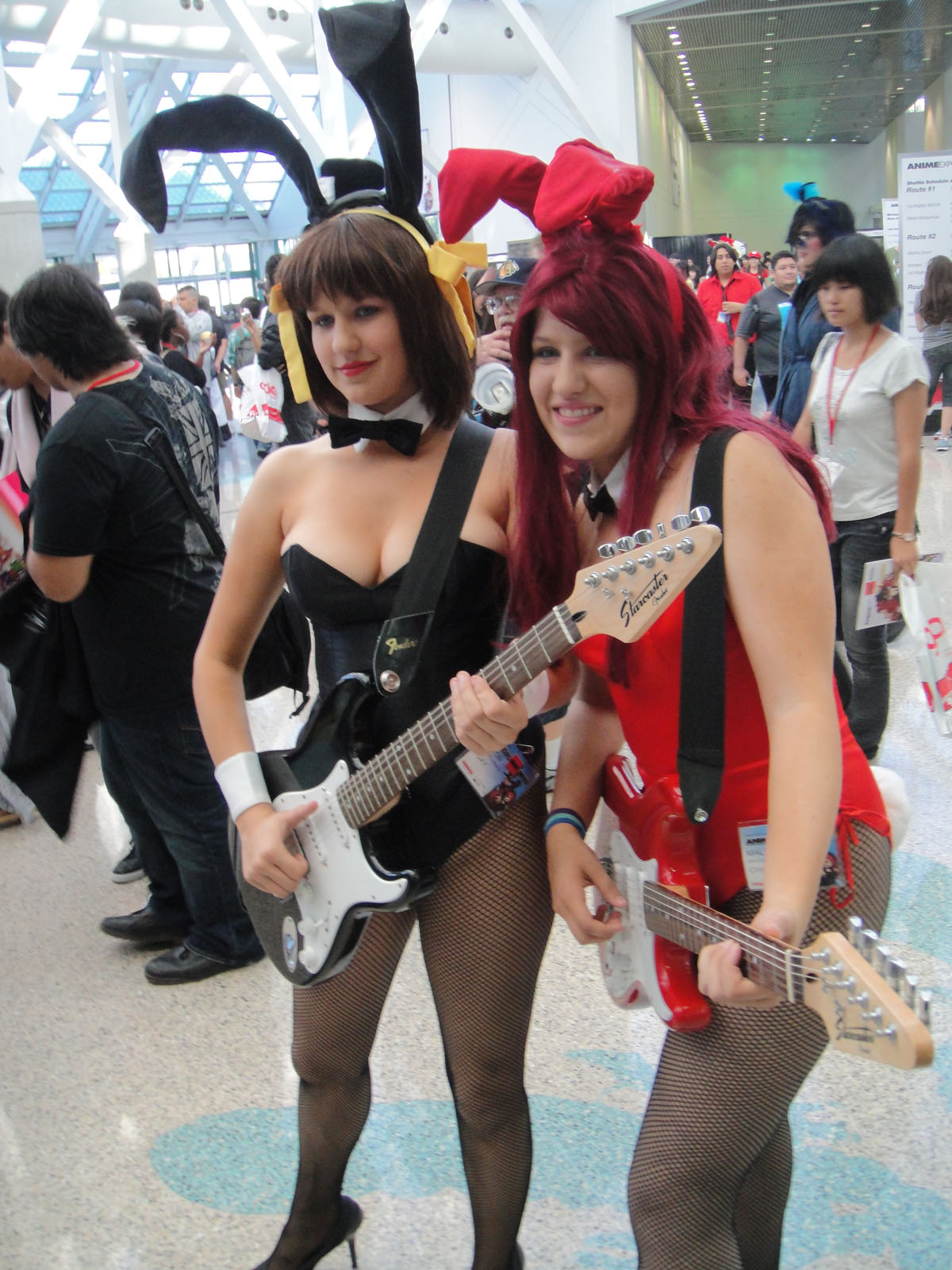
A lo largo de la serie se hace referencias a otras series de anime y manga populares, principalmente de la franquicia de Suzumiya Haruhi no Yuutsu. En la imagen, un Cosplay de Haruhi Suzumiya (Izquierda) y Mikuru Asahina (Derecha) en el Anime Expo 2010